# Schadowstraße 36

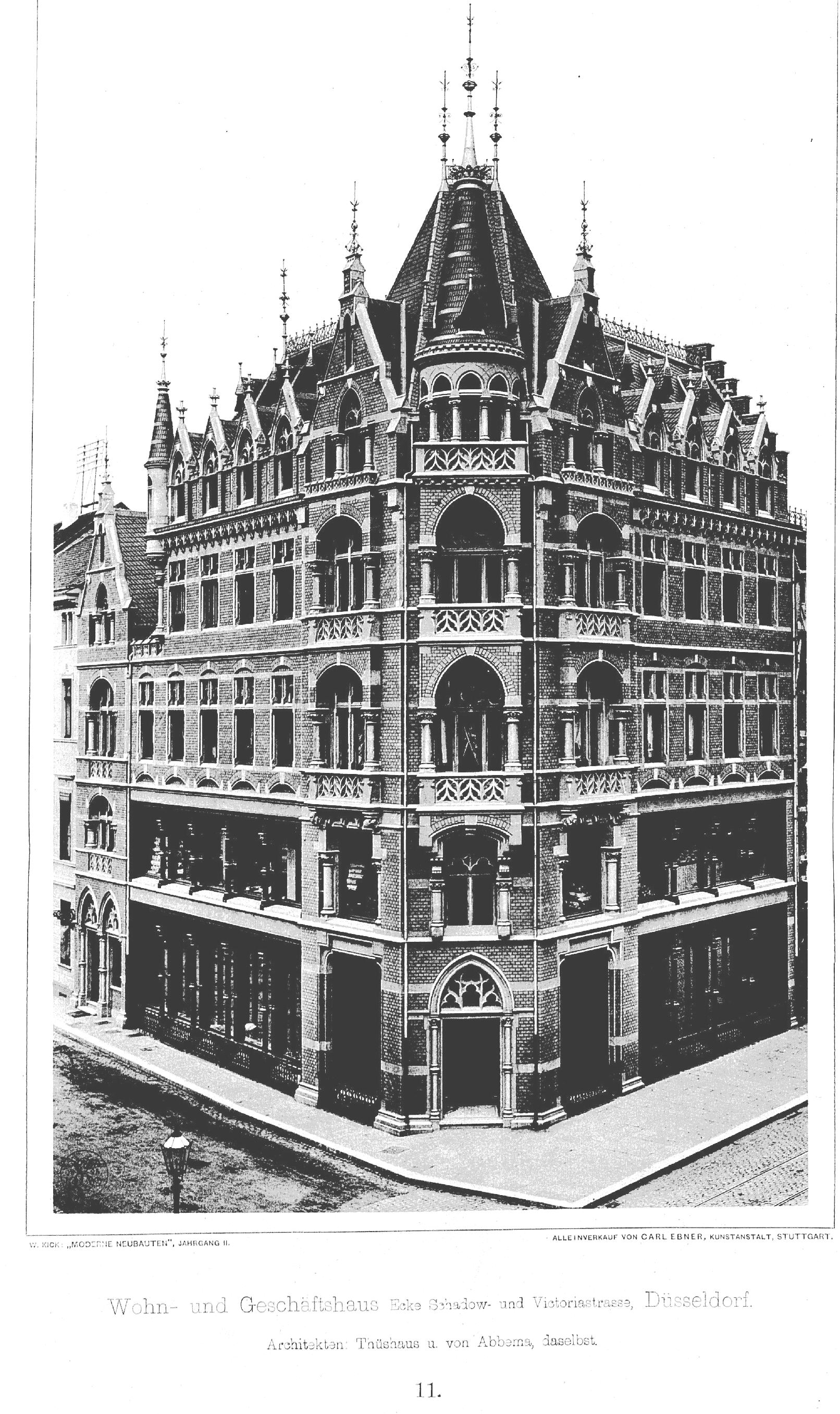
Das Haus Ecke Schadow- und Victoriastraße

Das Geschäftshaus Schadowstraße 36, Ecke Victoriastraße in Düsseldorf wurde 1893 nach Plänen von Thüshaus und von Abbema erbaut. Die mit Eifeler Sandstein erbaute Fassade zeigte „gotische Formen“ (Neo-Gotik) wie gotisierende Spitzbögen und in den Brüstungsfeldern gotisierendes Maßwerk. Das viergeschossige Haus zeigte straßenseitige Erker. Ein Turmhelm betonte die abgeschrägte Gebäudeecke. Das erste und zweite Geschoss besaßen große Schaufenster. Ursprünglich sollten nur Keller-, Erd- und erstes Obergeschoss als Geschäftsräume genutzt werden, später dienten alle Geschosse der Firma Adolf Mathaei. Das Gebäude ist nicht erhalten geblieben.